# Syndicat de la presse quotidienne régionale
Pour l’article homonyme, voir S.P.Q.R. (homonymie).

Logo du Syndicat de la presse quotidienne régionale (SPQR).

Le Syndicat de la presse quotidienne régionale (SPQR) est un organisme représentatif de la presse quotidienne régionale française fondé en 1986. En 2018, il est intégré dans l'Alliance de la presse d’information générale.

## Historique
En 1945, les titres de la presse quotidienne régionale se regroupent officiellement dans le Syndicat des quotidiens régionaux (SQR) une association chargée de la défense de leurs intérêts, et affiliée à la Fédération nationale de la presse française (FNPF).
En 1951, à la suite d'une scission, plusieurs éditeurs se rassemblent dans un deuxième syndicat : le Syndicat national de la presse quotidienne régionale (SNPQR).
En février 1978, l'Union des syndicats de la presse quotidienne régionale (USPQR), regroupe les adhérents des deux syndicats, le SQR et le SNPQR, et coordonne la défense de leurs intérêts.
En juin 1986, le SNPQR et le SQR décident de fusionner au sein du Syndicat de la presse quotidienne régionale (SPQR).

## Missions
- Fidèle aux principes d'indépendance et de liberté de la presse, le Syndicat de la presse quotidienne régionale a pour objet la défense des intérêts professionnels et moraux des entreprises de presse adhérentes au moyen d'un organisme commun. Il assure également diverses prestations de services, notamment à l'intention des adhérents.

- Le Syndicat assure la représentation de la presse quotidienne régionale dans de nombreuses instances professionnelles.

## Groupements d'intérêt économique fondés par les adhérents du SPQR
- 1995 : PhotoPQR (banque d'échanges photo)
- 1998 : WEB66 (Groupement des sites web de la PQR)
- 1999 : Télévision Presse Région (TPR, réseau des télévisions urbaines)
- 2002 : PanoramaPQR (protection et syndication des contenus éditoriaux)
- 2004 : Emploi Régions (portail de publication d'annonces d'emploi)
- 2005 : France Marchés (portail de publication des annonces de marchés publics)

## Les présidents élus du SPQR
- Juin 1988 - juin 1997 : Jacques Saint-Cricq, président du Directoire de La Nouvelle République du Centre-Ouest
- Juin 1997 - juillet 2004 : Jean-Louis Prévost, président-directeur général de la Voix du Nord.
- Juillet 2004 - septembre 2004 (présidence par intérim) : Jean-Pierre Caillard, président-directeur général du groupe Centre-France.
- Octobre 2004 - février 2008 : Michel Comboul, président-directeur général de Nice-Matin.
- Mars 2008 - 9 nov. 2010 : Jean-Pierre Caillard, président-directeur général de Centre-France
- 9 nov. 2010 - 16 janvier 2018  : Jean Viansson-Ponté.
- Depuis le 16 janvier 2018 : Jean-Michel Baylet.

## Les adhérents
- L'Alsace (Mulhouse)
- Le Berry républicain (Bourges)
- Le Bien public (Dijon)
- Charente libre (Angoulême)
- Corse-Matin (Ajaccio)
- Le Courrier de l'Ouest (Angers)
- Le Courrier picard (Amiens)
- Le Dauphiné libéré (Grenoble)
- La Dépêche du Midi (Toulouse)
- Les Dernières Nouvelles d'Alsace (Strasbourg)
- L'Écho du Centre (Limoges)
- L'Éclair (Pau)
- L'Est républicain (Nancy)
- Le Journal du Centre (Nevers)
- Le Maine libre (Le Mans)
- La Marseillaise (Marseille)
- Midi libre (Montpellier)
- La Montagne (Clermont-Ferrand)
- Nice-Matin (Nice)
- Nord éclair (Roubaix)
- La Nouvelle République du Centre-Ouest (Tours)
- Ouest-France (Rennes)
- Paris-Normandie (Déville-lès-Rouen)
- Le Parisien (Saint-Ouen)
- Le Populaire du Centre (Limoges)
- Presse-Océan (Nantes)
- Le Progrès (Lyon)
- La Provence (Marseille)
- Le Républicain lorrain (Metz)
- La République du Centre (Saran)
- Le Télégramme (Morlaix)
- L'Union (Reims)
- La Voix du Nord (Lille)